# How to Dismantle an Atomic Bomb
| 총 점수              | 총 점수 |
| 출처                 | 점수    |
| -------------------- | ------- |
| 메타크리틱           | 79/100  |
| 평가 점수            |         |
| 출처                 | 점수    |
| AllMusic             | [ 2 ]   |
| Blender              | [ 3 ]   |
| Entertainment Weekly | B       |
| The Guardian         | [ 5 ]   |
| Los Angeles Times    | [ 6 ]   |
| NME                  | 9/10    |
| Pitchfork            | 6.9/10  |
| Q                    | [ 9 ]   |
| Rolling Stone        | [ 10 ]  |
| Uncut                | [ 11 ]  |

《How to Dismantle an Atomic Bomb》는 아일랜드의 록 밴드 U2의 열한 번째 스튜디오 음반이다. 이 음반은 2004년 11월 22일, 영국에서 아일랜드 레코드에 의해 그리고 하루 후에 인터스코프 레코드에 의해 미국에서 발매되었다. 그들의 이전 음반 《All That You Can't Leave Behind》(2000년)와 매우 흡사하게, 이 음반은 1990년대 얼터너티브 록과 댄스 음악을 실험한 이후 보다 메인스트림 록 사운드를 보여준다. 프로듀싱은 스티브 릴리와이트가 맡았고, 크리스 토머스, 잭나이프 리, 넬리 후퍼, 플러드, 다니엘 라누아, 브라이언 이노, 칼 글랜빌이 추가 제작했다.
이전 음반보다 더 강한 음향을 찾던 U2는 2003년 2월 토머스와 함께 《How to Dismantle an Atomic Bomb》 녹음을 시작했다. 9개월간의 작업 끝에 밴드는 음반의 자재를 발표할 준비를 마쳤으나 결과에 만족하지 못했다. 그 후 이 그룹은 2004년 1월 릴리와이트에 더블린에서 프로듀서를 맡겼다. 릴리와이트는 그의 조수 리와 함께 6개월 동안 밴드의 노래를 재작업하고 더 나은 공연을 장려했다. U2의 리드 싱어 보노는 이 음반을 "첫 번째 록 음반입니다. 20년이 걸리든 뭐든 간에 이번 음반은 우리의 첫 록 음반입니다." 이론적으로, 그 음반은 삶, 죽음, 사랑, 전쟁, 믿음, 그리고 가족에 관한 것이다.
《How to Dismantle an Atomic Bomb》는 호평을 받았고 미국을 포함한 30개국에서 1위를 차지했는데, 첫 주 판매량 84만장이 그 밴드의 이전 최고 음반의 거의 두 배나 되었다. 이 음반과 싱글은 그들이 지명된 9개의 그래미상을 모두 수상했다(U2 자체는 9개 중 8개에게 수여되었다). 이 음반은 또한 2004년에 네 번째로 많이 팔린 음반으로 1천만 장 이상이 팔렸고, 〈Vertigo〉, 〈City of Blinding Lights〉, 〈Sometimes You Can't Make It on Your Own〉과 같은 여러 곡의 싱글곡들을 내놓았다. 이 음반은 《롤링 스톤》이 발표한 "지난 10년간 최고의 100대 음반" 68위에 올랐다.

## 곡 목록
모든 곡들은 U2에 의해 작사/작곡하였다.
| #   | 제목                                        | 프로듀서                                         | 재생 시간 |
| --- | ------------------------------------------- | ------------------------------------------------ | --------- |
| 1.  | 〈Vertigo〉                                 | 스티브 릴리와이트                                | 3:14      |
| 2.  | 〈Miracle Drug〉                            | 릴리와이트, 칼 글랜빌, 잭나이프 리               | 3:59      |
| 3.  | 〈Sometimes You Can't Make It on Your Own〉 | 크리스 토머스, 릴리와이트, 넬리 후퍼             | 5:08      |
| 4.  | 〈Love and Peace or Else〉                  | 브라이언 이노, 다니엘 라누아, 토머스, 리, 플러드 | 4:50      |
| 5.  | 〈City of Blinding Lights〉                 | 릴리와이트                                       | 5:47      |
| 6.  | 〈All Because of You〉                      | 릴리와이트, 글랜빌                               | 3:39      |
| 7.  | 〈A Man and a Woman〉                       | 리, 릴리와이트, 글랜빌                           | 4:30      |
| 8.  | 〈Crumbs from Your Table〉                  | 릴리와이트, 리                                   | 5:03      |
| 9.  | 〈One Step Closer〉                         | 토머스, 라누아, 리                               | 3:51      |
| 10. | 〈Original of the Species〉                 | 릴리와이트, 리                                   | 4:41      |
| 11. | 〈Yahweh〉                                  | 토머스                                           | 4:21      |

| #   | 제목          | 프로듀서   | 재생 시간 |
| --- | ------------- | ---------- | --------- |
| 12. | 〈Fast Cars〉 | 릴리와이트 | 3:43      |

## 인증
| 국가                                                                                         | 인증         | 판매량/출하량 |
| -------------------------------------------------------------------------------------------- | ------------ | ------------- |
| 아르헨티나 (CAPIF)                                                                           | 플래티넘     | 40,000^       |
| 오스트레일리아 (ARIA)                                                                        | 4× 플래티넘  | 280,000^      |
| 오스트리아 (IFPI 오스트리아)                                                                 | 플래티넘     | 30,000*       |
| 브라질 (Pro-Música Brasil)                                                                   | 2× 플래티넘  | 250,000*      |
| 캐나다 (뮤직 캐나다)                                                                         | 5× 플래티넘  | 500,000^      |
| 덴마크 (IFPI Danmark)                                                                        | 4× 플래티넘  | 80,000        |
| 핀란드 (Musiikkituottajat)                                                                   | 골드         | 21,348        |
| 프랑스 (SNEP)                                                                                | 플래티넘     | 300,000*      |
| 독일 (BVMI)                                                                                  | 3× 골드      | 300,000^      |
| 그리스 (IFPI 그리스)                                                                         | 플래티넘     | 20,000^       |
| 홍콩 (IFPI 홍콩)                                                                             | 골드         | 10,000*       |
| 헝가리 (MAHASZ)                                                                              | 골드         | 10,000^       |
| 아일랜드 (IRMA)                                                                              | 10× 플래티넘 | 150,000^      |
| 일본 (RIAJ)                                                                                  | 플래티넘     | 0^            |
| 멕시코 (AMPROFON)                                                                            | 플래티넘     | 100,000^      |
| 네덜란드 (NVPI)                                                                              | 골드         | 40,000^       |
| 뉴질랜드 (RMNZ)                                                                              | 3× 플래티넘  | 45,000^       |
| 폴란드 (ZPAV)                                                                                | 골드         | 0*            |
| 포르투갈 (AFP)                                                                               | 3× 플래티넘  | 120,000^      |
| 러시아 (NFPF)                                                                                | 골드         | 10,000*       |
| 스페인 (PROMUSICAE)                                                                          | 2× 플래티넘  | 200,000^      |
| 스웨덴 (GLF)                                                                                 | 플래티넘     | 60,000^       |
| 영국 (BPI)                                                                                   | 4× 플래티넘  | 1,200,000^    |
| 미국 (RIAA)                                                                                  | 3× 플래티넘  | 3,300,000     |
| 요약                                                                                         |              |               |
| 유럽 (IFPI)                                                                                  | 2× 플래티넘  | 2,000,000*    |
| 전세계                                                                                       | —            | 9,000,000     |
| *판매량을 기반으로 한 인증 · ^출하량을 기반으로 한 인증 · 판매량+스트리밍을 기반으로 한 인증 |              |               |